# Inodrillia hilda
Inodrillia hilda är en snäckart som beskrevs av Bartsch 1943. Inodrillia hilda ingår i släktet Inodrillia och familjen Turridae. Inga underarter finns listade i Catalogue of Life.